# João V của Bồ Đào Nha
Dom João V (22 tháng 10 năm 1689 - 31 tháng 7 năm 1750), được biết đến với tên o Magnânimo và vị vua Mặt trời Bồ Đào Nha (tiếng Bồ Đào Nha: o Rei-Sol Português) Nhà Braganza, người cai trị là Vua Bồ Đào Nha và Algarve trong nửa đầu của thế kỷ 18. Triều đại của John V chứng kiến sự nổi lên của uy tín của Bồ Đào Nha và chế độ quân chủ, đã bị suy giảm trong các triều đình châu Âu, đến một mức độ thịnh vượng và giàu có mới.
Triều đại của John V đã chứng kiến một dòng tiền khổng lồ vàng vào kho bạc của kho báu của hoàng gia, được cung cấp phần lớn bởi hoàng gia thứ năm (thuế đánh vào các kim loại quý) được nhận từ các thuộc địa Bồ Đào Nha Brasil và Maranhão. John gần như đã cạn kiệt doanh thu thuế của nước mình trên các công trình kiến trúc đầy tham vọng, đáng chú ý là Cung điện Mafra, và các khoản chi hoa hồng cho các tác phẩm nghệ thuật và các bộ sưu tập văn học của ông. Nhờ tham vọng được thừa nhận ngoại giao quốc tế, John cũng đã chi một số tiền lớn cho các đại sứ quán mà ông ta đã gửi đến các triều đình của châu Âu, nổi tiếng nhất là những người ông chuyển tới Paris năm 1715 và Rome năm 1716.